# صالح الغريب
صالح الغريب (1980 - ) سياسي، واقتصادي لبناني، ووزير الدولة لشؤون النازحين اللبناني في حكومة سعد الحريري الثالثة منذ يناير 2019. ولد عام 1980 في قرية كفرمتى في جبل لبنان، وهو حاصل على بكالوريوس إدارة الأعمال من الجامعة اللبنانية الأمريكية. ينتمي الغريب إلى الحزب الديمقراطي اللبناني الذي يتزعمه طلال أرسلان، وشارك الغريب في الحكومة اللبنانية الأخيرة عن هذا الحزب. وهو متزوج ولديه 3 أولاد.

## محاولة اغتياله
تقول الرواية الرسمية أنه في 30 يونيو 2019 أطلق مسلحون من الحزب التقدمي الاشتراكي النار على موكب الوزير الغريب، ما أدى لمقتل اثنين من مرافقيه، وإصابة أحد المسلحين من الحزب الاشتراكي. بينما تقول رواية الحزب الاشتراكي أن مسلحيْن من مرافقي الوزير قاما بإطلاق النار عشوائيًا على محتجين قطعوا الطرق الرئيسية احتجاجًا على زيارة جبران باسيل لقضاء عاليه. وحصل اشتباك بين الطرفين أدى لوقوع خسائر في الطرفين.